# 普兰店湾新区
普兰店湾新区，简称普湾新区，是辽宁省大连市的一个新区，成立于2010年5月27日。辖境包括金州区的三十里堡、石河2个街道，瓦房店市的炮台、复州湾2个街道，以及普兰店市的铁西、丰荣、太平3个街道和海湾工业区；另外普兰店市北部规划为该区的拓展区域。面积1008.5平方公里，总人口40.2万人。新区中心距大连市区38公里，距大连机场40公里，距大窑湾港30公里。
现任党工委书记兼管委会主任为大连市副市长张军。
普兰店湾新区组团则是大连新市区规划建设范围和三大组团之一（金州新区组团、保税区组团和普兰店湾新区组团），发展重心为新兴产业、建设人文环境、生态宜居。目标是争取10年后建成国际性现代化的大连未来新城区，未来成为大连城市次中心和行政中心。

## 撤销
大连市政府已决定为支持金州普兰店地区发展，新设金普新区，建成后将并入该区。